# Conrad von Scharnachtal
 (mai 2022).
Conrad von Scharnachtal est un patricien bernois mort en 1472. 

## Biographie
Il a habité au château d'Oberhofen au bord du lac de Thoune. Cependant, il a renoncé à une carrière politique que son éducation à la cour des Ducs de Savoie lui aurait permise.
Il a fait quatre ou cinq voyages entre 1433 et 1459. Il est parti en 1458, après la prise de Constantinople, combattre les Turcs. Or, sa trace est perdue et personne ne sait s'il y est allé et s'il est arrivé jusqu'au front.